# Grupo Independiente Liberal
Die Grupo Independiente Liberal (abgekürzt: GIL, auf Deutsch: Unabhängige Liberale Gruppe) ist eine regionale spanische Partei, die von dem Politiker Jesús Gil (1933–2004) gegründet wurde, dessen Nachnamen gezielt das Akronym der stark personenzentrierten Partei bildete.
Die Partei wurde 1991 in Marbella ins Leben gerufen und gewann im gleichen Jahr die Kommunalwahlen deutlich. Jesús Gil wurde neuer Bürgermeister und baute Marbella zum neuen Ziel des internationalen Jetset an der Costa del Sol aus.
In der Folge der Korruptionsanklagen gegen Jesús Gil und dessen Nachfolger Julián Muñoz (Bürgermeister 2002–2003) und Marisol Yagüe (Bürgermeisterin 2003–2006) verlor die Partei an Einfluss. Bei den Kommunalwahlen am 27. Mai 2007 verlor sie sämtliche Vertreter im Stadtrat von Marbella.